# Parastizocera procera
Parastizocera procera är en skalbaggsart som först beskrevs av Wilhelm Ferdinand Erichson 1848. Parastizocera procera ingår i släktet Parastizocera och familjen långhorningar.
Artens utbredningsområde är:
- Guyana.
- Nicaragua.
- Panama.
- Venezuela.

Inga underarter finns listade i Catalogue of Life.